# George Henry Hamilton Tate
George Henry Hamilton Tate (* 30. April 1894 in London, England; † 24. Dezember 1953 in Morristown, New Jersey) war ein US-amerikanischer Zoologe englischer Herkunft.

## Leben und Wirken
1912 zog Tate mit seiner Familie von England nach New York City. Von 1912 bis 1914 arbeitete er als Telegrafist in Long Island. 1914 wurde er in die British Army einberufen. Zwischen 1918 und 1919 studierte er am Imperial College of Science and Technology in London. 1921 erhielt er eine Assistentenstelle in der Säugetierabteilung des American Museum of Natural History. Von 1921 bis 1929 nahm er an mehreren Sammelexpeditionen des Museums in Südamerika teil. 1927 erlangte er die US-amerikanische Staatsbürgerschaft. Im selben Jahr graduierte er zum Bachelor of Science und 1931 zum Master of Science an der Columbia University. 1932 wurde er Assistenzkurator, 1942 freier Kurator und 1946 Kurator am American Museum of Natural History. 1938 promovierte er an der Universität Montreal zum Ph.D. In den 1930er-Jahren und 1940er-Jahren unternahm Tate Expeditionen nach Neuguinea (1936–1937), nach Venezuela (1938), nach Westafrika (1939–1940) und nach Australien (1947–1948). 1945 und 1947 erschienen Tates bekannteste Publikationen Mammals of the Pacific World und Mammals of Eastern Asia.  Zu Tates Erstbeschreibungen, von denen einige in Zusammenarbeit mit Richard Archbold verfasst wurden, zählen die Rothschild-Neuguineabeutelmaus, die Habbema-Neuguinea-Beutelmaus, die Fettschwanz-Beutelmäuse, die Ferkelhörnchen, die Gattung Microhydromys, der Guam-Flughund und die Hochland-Bürstenmaus.

## Dedikationsnamen
Austin Loomer Rand benannte 1941 den Tiefland-Höhlenschwalm (Aegotheles tatei) und Bassett Maguire benannte 1972 die Pflanzengattung Neotatea zu Ehren von George Henry Hamilton Tate.

## Werke (Auswahl)
- 1933: A systematic revision of the marsupial genus Marmosa
- 1935: The taxonomy of the genera of neotropical hystricoid rodents
- 1937: Some marsupials of New Guinea and Celebes
- 1944: A List of the Mammals of the Japanese War Area. 3 Bände
- 1945: Mammals of the Pacific World
- 1947: Mammals of Eastern Asia
- 1948: Studies in the Peramelidae (Marsupialia)
- 1951: The Rodents of Australia and New Guinea
- 1953: Summary of the 1948 Cape York (Australia) Expedition
- 1965: A study of the diurnal squirrels, Sciurinae, of the Indian and Indochinese subregions (mit Joseph Curtis Moore)